# Orlando Gibbons
Orlando Gibbons (1583 -1625) fou un músic i organista anglès de finals del Renaixement i principis del Barroc. Nascut a la ciutat d'Oxford, des de 1596, va realitzar la seva formació musical en el King's College de Cambridge on es va nodrir del món que l'envoltava, i és probable que hagi impartit classes en aquell lloc, així com a la Universitat de Cambridge (1599).
A partir de 1604 és nomenat organista a la Chapel Royal de Jaume I d'Anglaterra, després Bachelor of Music a Cambridge (1606), més tard Músic de Cambra del rei (1619), i finalment organista de l'Abadia de Westminster (1623).
La seva notable contribució per al desenvolupament de la música de l'època es va donar gràcies a la seva bonica i genial obra vocal i per a teclat, destinada als oficis religiosos. Per aquest motiu, el 1622 assoleix el títol de doctor en música (Doctor of Music), a Oxford.
Mor tres anys després, el 5 de juny de 1625, a Canterbury; en la catedral de Canterbury hi ha un monument dedicat a la seva memòria d'un gran compositor .

## Audició
The Silver Swan (?·pàg.)